# كوكب الزهرة في الثقافة

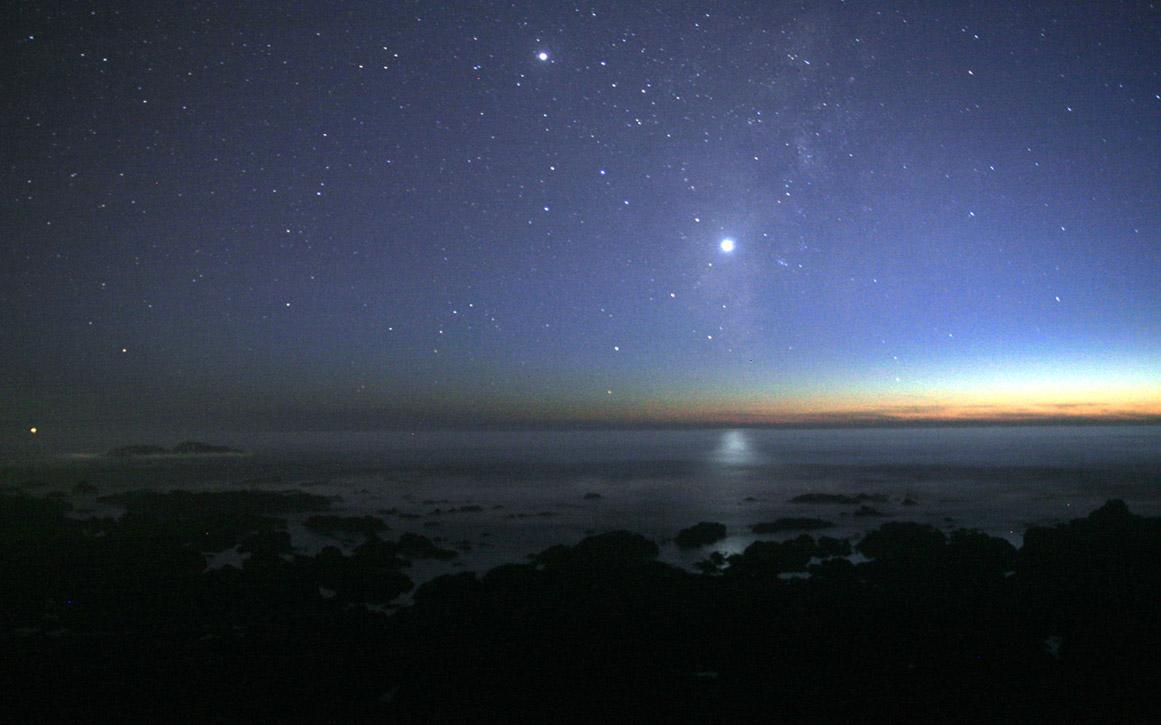
كوكب الزهرة دائمًا أكثر إشراقًا من ألمع النجوم خارج النظام الشمسي كما يمكن رؤيته في هذه الصورة فوق المحيط الهادئ.

يعدُ كوكب الزهرة واحداً من ألمع الأجسام في السماء، عُرف منذ عصور ما قبل التاريخ وكان عنصراً أساسياً في الثقافة البشرية كما وُجد في السجلات. أصبح لهذا الكوكب مكانة بارزة في الثقافة البشرية والدين والأساطير، ويعتبر مصدر إلهام رئيس للكُتاب والشعراء كنجمة الصباح ونجمة المساء.

## الخلفية والاسم
ما يُعرف الآن باسم كوكب الزهرة كان لفترة طويلة موضوعاً مثيراً للاهتمام للثقافات في جميع أنحاء العالم.
وهو ثاني ألمع شيء في سماء الليل، ويتبع دورة سينودسية يبدو أنه يختفي من خلالها لعدة أيام بسبب قربها من الشمس، ثم يُظهر مرة أخرى على الجانب الآخر من الشمس وفي الأفق الآخر، قد يظهر كوكب الزهرة قبل شروق الشمس في الصباح، أو بعد غروب الشمس في المساء، ولكن لا يبدو أنهُ يصل إلى قمة السماء. لذلك، عرفتهُ العديد من الثقافات بإسمين، حتى لو أدرك علماء الفلك أنه كان في الحقيقة جسماً واحداً.
في اللغة الإنجليزية القديمة، كان الكوكب يُعرف باسم (نجمة الصباح) و (نجمة المساء).  لم يجرِ تبني اسم «فينوس» للكوكب حتى القرن الثالث عشر بعد الميلاد (في اللاتينية الكلاسيكية، على الرغم من أن نجمة الصباح كانت مقدسة للإلهة فينوس، إلا أنها كانت تسمى لوسيفر).
في اللغة الصينية، يُطلق على الكوكب اسم Jīn-xīng چين إكسينغ (金星)، وهو الكوكب الذهبي للعنصر المعدني.
تُعرف باسم "Kejora" (كيجورا) باللغتين الإندونيسية والماليزية. تشير الثقافات الصينية واليابانية والكورية الحديثة إلى الكوكب حرفياً على أنهُ «النجم المعدني» (金星) چين إكسينغ، بناءً على العناصر الخمسة.

## الشرق الأدنى القديم

### بلاد ما بين النهرين
نظراً إلى أن حركات الزهرة تبدو متقطعة (تختفي بسبب قربها من الشمس لعدة أيام في كل مرة، ثم تظهر مرة أخرى في الأفق الآخر)، فإن بعض الثقافات لم تعترف بالزهرة ككيان واحد؛ بدلاً من ذلك، افترضوا أنها نجمتان منفصلتان في كل أفق: نجمة الصباح والمساء. ومع ذلك، يشير ختم أسطواني يعود إلى فترة جمدة نصر إلى أن السومريين القدماء كانوا يعرفون بالفعل أن نجوم الصباح والمساء كانت نفس الجرم السماوي. ربطَ السومريون الكوكب بالإلهة إنانا، التي كانت تُعرفُ باسم عشتار من قبل الأكديين والبابليين اللاحقين. كان لعشتار دور مزدوج كإلهة الحب والحرب، وبالتالي تمثل الإله الذي ترأس الولادة والموت.
تتعلق الحركات المتقطعة لكوكب الزهرة بكل من أساطير إنانا وطبيعتها المزدوجة. يبدو أن تصرفات إنانا في العديد من أساطيرها، بما في ذلك (إنانا) و (شوكالتودا) و (نزول إنانا إلى العالم السفلي)، توازي حركة كوكب الزهرة في أثناء تقدمهِ خلال دورتهِ السينودسية. على سبيل المثال، في (نزول إنانا إلى العالم السفلي)، تستطيع (إنانا) النزول إلى العالم السفلي، حيث تُقتل، ثم تقوم بعد ثلاثة أيام لتعود إلى الجنة. يؤكد تفسير كلايد هوستتر لهذه الظاهرة أنها قصة رمزية لحركات كوكب الزهرة، بدءاً من فترة الاعتدال الربيعي إلى سقوط نيزك بالقرب من نهاية فترة سينودسية واحدة لكوكب الزهرة.
يشير اختفاء إنانا لمدة ثلاثة أيام إلى اختفاء كوكب الزهرة لمدة ثلاثة أيام بين ظهورهِ كنجم الصباح والمساء. تصف ترتيلة تمهيدية لهذهِ الأسطورة خروج إنانا من السماء متجهة إلى ما يمكن افتراض أنهُ الجبال، مكرراً صعود وغروب إنانا إلى الغرب. في أسطورة إنانا وشوكالتودا، يوصف شوكالتودا مسح السماء بحثاً عن إنانا، وربما بحث عنها في الآفاق الشرقية والغربية. في نفس الأسطورة، وفي أثناء البحث عن مهاجمها، تقوم إنانا بنفسها بعدة حركات تتوافق مع حركات كوكب الزهرة في السماء.
كان الرمز الأكثر شيوعًا لإنانا عشتار هو النجمة ذات الثمانية رؤوس. يبدو أن النجمات الثمانية قد حملت في الأصل ارتباطاً عاماً بالسماوات، ولكن بحلول العصر البابلي القديم (حوالي 1830 - 1531 قبل الميلاد)، أصبح مرتبطًا بشكل خاص بكوكب الزهرة، الذي تنتمي إليه عشتار.
في العصر البابلي القديم، عُرفَ كوكب الزهرة باسم نينسيانا، ولاحقاً باسم دلبات. تترجم «نينسيانا» إلى «سيدة إلهية، نور السماء»، والتي تشير إلى الزهرة على أنها ألمع «نجم» مرئي.  كتبت تهجئات الاسم السابقة بالعلامة المسمارية si4 (= SU، والتي تعني «أن تكون حمراء»)، وربما كان المعنى الأصلي لها هو «سيدة احمرار السماء»، في إشارة إلى لون الصباح والمساء للسماء. وُصف الزهرة في النصوص المسمارية البابلية مثل لوح الزهرة لأمي صادوقا، الذي يربط ملاحظات من المحتمل أن يعود تاريخها إلى 1600 قبل الميلاد. يُظهر لوح فينوس لأمي صادوقا أن البابليين فهموا أن نجم الصباح والمساء كان شيئاً واحداً، يُشار إليهِ في اللوح باسم «ملكة السماء الساطعة» أو «ملكة السماء المُشرقة»، ويمكن أن يدعم هذا الرأي بملاحظات مفصلة.

### الأساطير الكنعانية
في الديانة الكنعانية القديمة، تم تجسيد نجمة الصباح على أنها الإله العطار، وهو صيغة ذكورية لاسم الإلهة البابلية عشتار. في الأسطورة، حاول عطار احتلال العرض، غير أنه وجد أنهُ غير قادر على ذلك، لذلك نزل وحكم العالم السفلي. ربما كانت الأسطورة الأصلية تدور حول الإله الأصغر، هالال، الذي حاول الإطاحة بالإله الكنعاني العالي إيل، الذي كان يعتقد أنهُ يعيش على جبل في الشمال. تخبرنا إعادة صياغة هيرمان غونكل للأسطورة عن محارب جبار يُدعى هالال، كان يطمحُ إلى الصعود إلى مستوى أعلى من جميع الآلهة النجمية الأخرى، ولكن كان عليه النزول إلى الأعماق.
وهكذا صورت على أنها المعركة التي يفشل فيها نجم الصباح اللامع في الوصول إلى أعلى نقطة في السماء قبل أن يتلاشى بسبب شروق الشمس.

وقد لوحظت أوجه التشابه مع قصة نزول إنانا إلى العالم السفلي، بارتباط قصة عشتار وإنانا بكوكب الزهرة. كما لوحظت وجود علاقة مع أسطورة إيتانا البابلية. كما في التعليقات التي وردت في الموسوعة اليهودية:
تألق نجم الصباح، الذي يحجب كل النجوم الأخرى، لكن لا يُرى في أثناء الليل، ربما يكون قد أدى بسهولة إلى ظهور أسطورة مثل ما قيل عن إيثانا وزو: لقد قاده كبرياؤه للسعي لتحقيق أعلى مقعد بين آلهة النجوم على جبل الآلهة الشمالي... ولكن جرى إسقاطه من قبل الحاكم الأعلى لأوليمبوس البابلية.
في اللغة العبرية وفي كتاب أشعياء، الفصل 14، استخدم ملك بابل الصور المستمدة من أسطورة كنعانية، وتسمى הֵילֵל בֶּן-שָׁחַר (هليل بن شاحر، «ساطع، ابن الصباح» بالعبرية).
قد يشير لقب «هيليل بن شاحر» إلى كوكب الزهرة كنجم الصباح. الكلمة العبرية المترجمة إلى Hêlêl أو Heylel (تُلفظ Hay-LALE)، وردت مرة واحدة فقط في الكتاب المقدس العبري. السبعينية صيرَ הֵילֵל (هليل) كما في اليونانية Ἑωσφόρος (heōsphoros)، «واهب الفجر»، الاسم اليوناني القديم لنجمة الصباح. وفقًا لموافقة سترونجس المستندة إلى نسخة الملك جيمس من الكتاب المقدس، فإن الكلمة العبرية الأصلية تعني «ساطع، حامل ضوء»، والترجمة الواردة في نص الملك جيمس هي الاسم اللاتيني لكوكب الزهرة، «لوسيفر». ومع ذلك، فقد جرى التخلي عن ترجمة הֵילֵל (هليل) مع اسم «لوسيفر» في الترجمات الإنجليزية الحديثة أشعيا 14:12. في ترجمة حديثة من اللغة العبرية الأصلية، يبدأ المقطع الذي ورد فيه اسم هيليل بن شاحار بعبارة: «في اليوم الذي يريحك فيه الرب من معاناتك واضطرابك ومن العمل الشاق المفروض عليك، ستأخذ عبرًا عن هذا التهكم على ملك بابل: كيف انتهى الظالم! كيف انتهى غضبه!»

بعد وصف موت الملك، يستمر التهكم:
«كيف سقطت من السماء، يا نجم الصباح، يا ابن الفجر! لقد أُلقيتَ على الأرض، أنت الذي ذات مرة أنزلت الأمم! قلتَ في قلبك، سأصعد إلى السماء، سأقيم عرشي فوق نجوم الله، سأجلس على العرش على جبل التجمع، على مرتفعات جبل زافون، وسأصعد فوق قمم السحاب؛ سأجعل نفسي المثل الأعلى. لكنكَ أُنزلتَ إلى عالم الموتى، إلى أعماق الحفرة. أولئك الذين يرونكَ يحدقون بك، يفكرون في مصيرك: أهذا هو الرجل الذي هز الأرض وجعل الممالك ترتعد، الرجل الذي صنعَ العالم، البرية، من أطاح بمدنهِ ولم يترك أسراه يذهبون إلى بيوتهم؟».
كان هذا المقطع أصل الاعتقاد اللاحق بأن الشيطان كان ملاكاً ساقطاً، ويمكن أيضاً الإشارة إليه باسم «لوسيفر». ومع ذلك، فقد أشار في الأصل إلى صعود نجم الصباح واختفائه كرمز لسقوط ملك كان فخوراً به.  يبدو أن هذا الفهم المجازي لإشعياء هو التفسير الأكثر قبولاً في العهد الجديد، وكذلك بين المسيحيين الأوائل مثل أوريجانوس ويوسابيوس وترتليان وغريغوريوس العظيم.  وبالتالي، يمكن اعتبار فكرة الملاك الساقط «إعادة تشكيل أسطورة» مسيحية لإشعياء 14، وإعادة صورها المجازية عن غطرسة حاكم تاريخي إلى الجذور الأصلية للأسطورة الكنعانية لإله أصغر يحاول ويفشل في المطالبة بعرش السماوات، الذي يجري إلقاؤه بعد ذلك إلى العالم السفلي.

### مِصر
اعتقد المصريون القدماء أن الزهرة جسدان منفصلان وعرفوا نجمة الصباح باسم تيوموتيري ونجم المساء باسم أويتي.